# 33480 Bartolucci
33480 Bartolucci è un asteroide della fascia principale. Scoperto nel 1999, presenta un'orbita caratterizzata da un semiasse maggiore pari a 2,4707556 UA e da un'eccentricità di 0,1395378, inclinata di 4,64770° rispetto all'eclittica.